# Limnonectes fragilis
Limnonectes fragilis là một loài ếch trong họ Ranidae. Chúng là loài đặc hữu của Trung Quốc.
Môi trường sống tự nhiên của nó là các khu rừng đất thấp ẩm nhiệt đới hoặc cận nhiệt đới và sông. Loài này đang bị đe dọa do mất môi trường sống.